# Wiechert (cràter)
Wiechert és un cràter d'impacte que es troba a la regió sud de la cara oculta de la Lluna, a sud-est de l'enorme plana emmurallada del cràter Schrödinger, i a menys de 170 km de el pol sud.

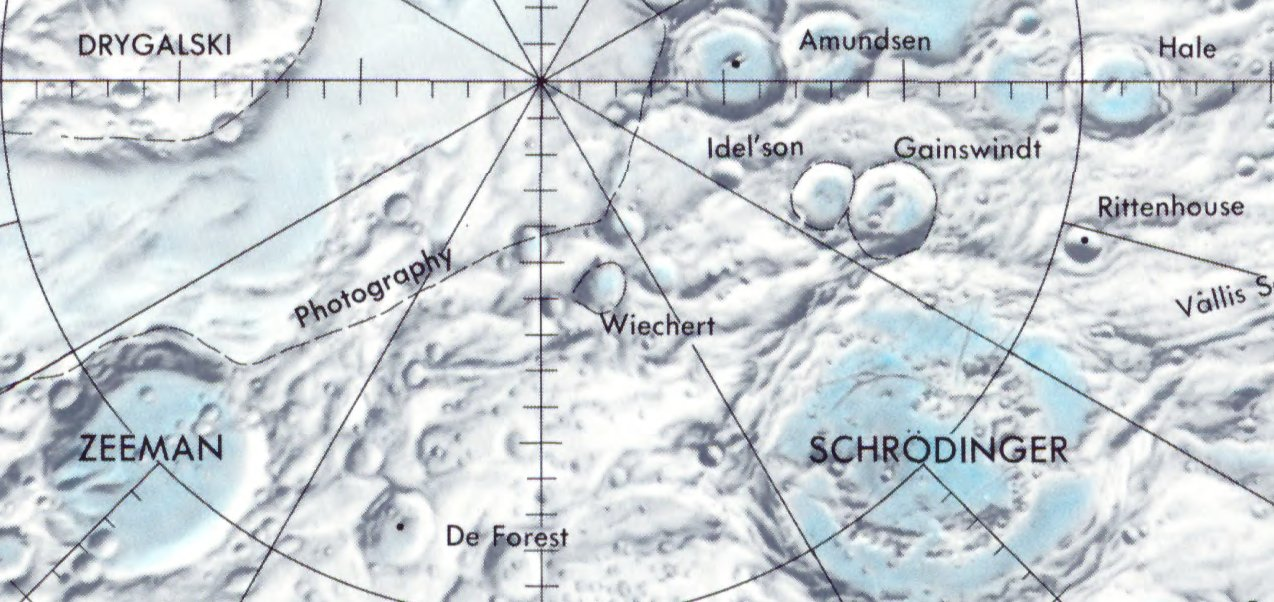
Localització de Wiechert (centre de la imatge, prop del pol sud)
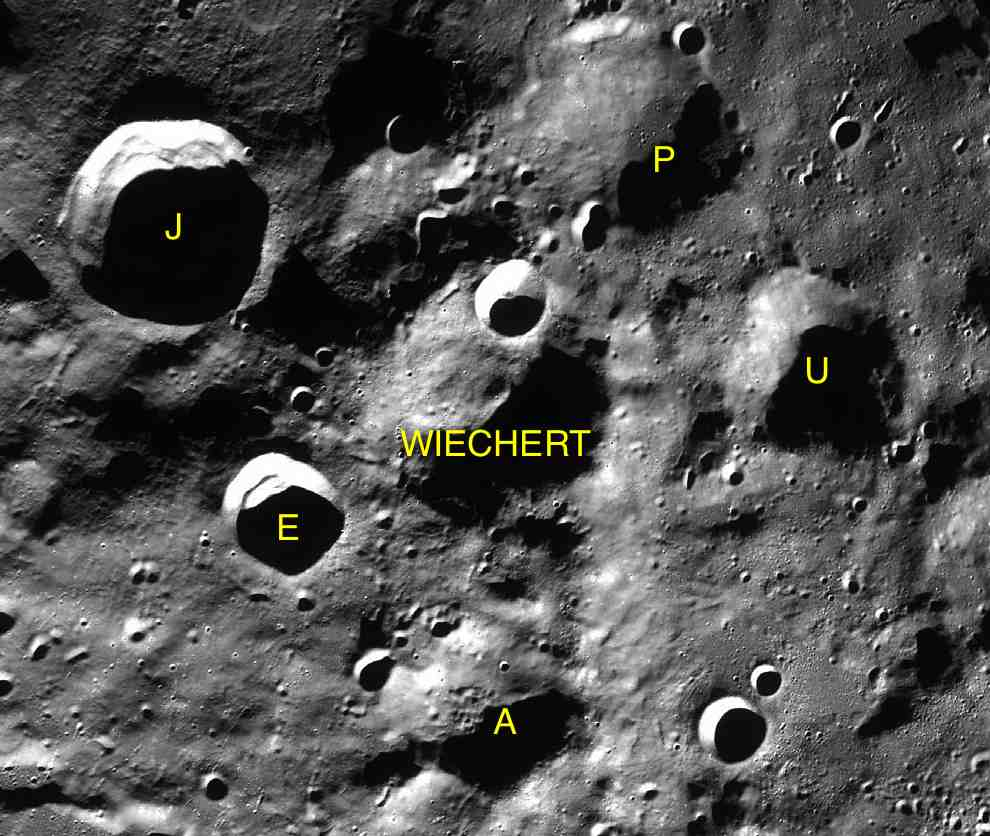
Cràters satèl·lit

Es tracta d'una formació desgastada i erosionada, il·luminada tan sols obliquament per la llum solar. Com a resultat, porcions de terra interior es troben permanentment en foscor total. La vora és irregular i té un trencament cap a l'exterior a la vora nord. Un petit cràter en forma de copa es troba a la paret interior de la vora sud-oest.

## Cràters satèl·lit
Per convenció aquests elements són identificats en els mapes lunars posant la lletra en el costat del punt central del cràter que està més proper a Wiechert.
| Wiechert | Coordenades                            | Diàmetre |
| -------- | -------------------------------------- | -------- |
| A        | 82° 30′ S, 167° 06′ E / 82.5°S,167.1°E | 26 km    |
| E        | 83° 48′ S, 175° 48′ E / 83.8°S,175.8°E | 18 km    |
| J        | 85° 36′ S, 177° 00′ O / 85.6°S,177.0°O | 34 km    |
| P        | 85° 30′ S, 150° 30′ E / 85.5°S,150.5°E | 37 km    |
| U        | 83° 48′ S, 147° 30′ E / 83.8°S,147.5°E | 30 km    |